# El retorn de Sherlock Holmes
El retorn de Sherlock Holmes (títol original en anglès: The Return of Sherlock Holmes) és una col·lecció de 13 contes de Sherlock Holmes de 1905, publicada originalment entre 1903 i 1904 per l'escriptor britànic Arthur Conan Doyle. Les històries es van publicar a la revista Strand Magazine a Gran Bretanya i Collier's als Estats Units.

## Història
El llibre es va publicar per primera vegada el febrer de 1905 per McClure, Phillips & Co. (Nova York), i després el 7 de març de 1905 per Georges Newnes, Ltd. (Londres). Va ser la primera col·lecció de Holmes des de 1893, quan Holmes havia "mort" a "The Final Problem". Després d'haver publicat The Hound of the Baskerville, ambientat abans de la "mort" de Holmes, el 1901-1902, Doyle havia patit una intensa pressió per reviure el personatge. La primera història, ambientada el 1894, fa que Holmes torni a Londres i explica el període de 1891 a 1894. També cal destacar l'afirmació de Watson a l'última història del llibre on indica que Holmes s'ha retirat i li ha prohibit publicar més històries (tot i que de nou, més tard van aparèixer dues col·leccions més i una novel·la).

## Continguts
1. "L'aventura de la casa deshabitada" (The Adventure of the Empty House, 1903)
2. "El constructor de Norwood" (The Adventure of the Norwood Builder, 1903)
3. "Els ballarins" (The Adventure of the Dancing Men, 1903)
4. "El ciclista solitari" (The Adventure of the Solitary Cyclist, 1903)
5. "El col·legi Priory" (The Adventure of the Priory School, 1903)
6. "Peter "el negre"" (The Adventure of Black Peter, 1904)
7. "Charles Augustus Milverton" (The Adventure of Charles Augustus Milverton, 1904)
8. "Els sis Napoleons" (The Adventure of the Six Napoleons, 1904)
9. "Les ulleres d'or" (The Adventure of the Golden Pince-Nez, 1904)
10. "Els tres estudiants" (The Adventure of the Three Students, 1904)
11. "El tres-quarts desaparegut" (The Adventure of the Missing Three-Quarter, 1904)
12. "La granja Abbey" (The Adventure of the Abbey Grange, 1904)
13. "La segona taca" (The Adventure of the Second Stain, 1904)

## Adaptacions
S'han presentat diverses adaptacions de totes les històries d'El retorn de Sherlock Holmes, inclosa la sèrie de pel·lícules de Sherlock Holmes Stoll (1921–1923), la sèrie de ràdio The Adventures of Sherlock Holmes (1930–1936), la sèrie de ràdio The New Adventures of Sherlock Holmes (1939–1950), i la sèrie de ràdio de la BBC Sherlock Holmes 1952–1969.
Excepte "Pere negre", "Els tres estudiants" i "El tres quarts desapareguts", les històries de la col·lecció van ser adaptades per a la televisió com a episodis de la sèrie de televisió (1984–1994). Totes les històries de la col·lecció es van dramatitzar per a la BBC Radio 4 el 1993 com a part de la sèrie de ràdio Sherlock Holmes 1989–1998, i totes van ser adaptades com a episodis de la sèrie de ràdio The Classic Adventures of Sherlock Holmes (2005–2016). També s'han produït altres adaptacions de les històries d'El retorn de Sherlock Holmes.